# 博納·勞
安德魯·博納·勞（Andrew Bonar Law，1858年9月16日—1923年10月23日），加拿大裔英国保守黨政治家，1922年至1923年出任英國首相，他是鮑里斯·約翰遜之前，唯一出生於英國本土以外的英國首相。

## 生平
1858年，出生于加拿大新布伦瑞克的金斯敦的牧师家庭。1891年，与格拉斯哥一名船舶交易商的女儿接婚。1900年，当选下议院议员。1911年，为保守党领袖。1915年，出任殖民事务大臣。1916年，出任财政大臣、英国下议院领袖。1919年，出任掌玺大臣。1922年，出任首相。1923年，因病卸任，10月离世。